# Neda (Fluss)
Die Neda (griechisch Νέδα) ist ein kleiner Fluss im Westen der Peloponnes-Halbinsel in Süd-Griechenland. Er entspringt in der Nähe des Dorfes Neda im Lykaiongebirge. Die Neda fließt durch die Regionalbezirke Messenien, Arkadien und Elis und mündet nach einem Lauf von etwa 45 km in westliche Richtung in das Mittelmeer im Golf von Kyparissia. Zwischen Ursprung und Mündung liegen etwa 1100 Höhenmeter. Das Tal der Neda zeichnet sich durch landschaftliche Schönheit und seine fruchtbaren Böden aus. Die Bauern leben hier hauptsächlich vom Oliven-, Obst- und Gemüseanbau. Am Ufer wachsen Eichen, wilde Feigen und Farne. Man findet zahlreiche Schmetterlinge und Libellen. Der im Sommer ruhig dahinfließende kleine Fluss schwillt im Winter und Frühling zu einem gefährlich tobenden Gewässer an. Im Mittellauf gräbt sich der Fluss bei Figalia etwa 100 Meter tief in eine Schlucht ein. Südlich von Figalia verschwindet die Neda in einer Höhle und fließt danach durch grüne Flussauen und über einige Wasserfälle. Eine schöne alte Steinbrücke aus osmanischer Zeit überspannt für Fußgänger den Fluss unterhalb des Dorfs Platania. An einigen Stellen des Unterlaufs finden sich noch stillgelegte alte Mühlen, die mithilfe von abgezweigten Wasserkanälen betrieben wurden. Versunkene historische Städte wie Ira und Lepreon wurden nahe der Neda erbaut und von Archäologen ausgegraben. Durch das Tal führen hauptsächlich Staubstraßen und nur wenige Brücken überqueren die Neda. Das nördlich gelegene Minthigebirge und das südliche Tetraziogebirge erreichen Höhen von bis zu 1400 Metern.
„Neda“ ist einer der wenigen Flussnamen im Griechischen mit weiblichem Geschlecht.
In der griechischen Mythologie stellt Neda eine Nymphe dar. Nachdem die Göttin Rhea Zeus geboren hatte, vertraute sie das göttliche Kleinkind den drei Nymphen Neda, Thisoa und Agno zur Pflege und zum Schutz vor dem aggressiven Vater Kronos an.